# Дракос, Маркос
Маркос Дракос (греч.  Μάρκος Δράκος, Афины 1888 — Афины 1975) — генерал-лейтенант греческой армии, участник Второй мировой войны, министр.

## Молодость
Маркос Дракос родился в Афинах в 1888 году. Учился в Военном училище эвэлпидов и военных училищах Франции.
Звание младшего лейтенанта получил в 1908 году.
Принял участие в антимонархистском офицерском движении 1909 года, возглавляемом полковником Николаосом Зорбасом:278.
Принял участие в Балканских войнах (1912-13), в Первой мировой войне и Малоазийском походе греческой армии.

## В Малоазийском походе
В июне 1920 года наступление греческого экспедиционного корпуса из Смирны в северо-западном направлении и преследование турецких частей вылилось в своеобразное соревнование между греческими военачальниками — кто опередит другого в занятии городов на пути наступления.
Генералу Димитрису Иоанну надоело «глотать пыль за своими конкурентами». Прорывая турецкую линию обороны Балыкесир-Эдремит, он беспрецедентным образом выдвинул свой штаб перед авангардом своей наступающей дивизии. Отступающие турки осознали рискованность действий генерала Иоанну и окружили его штаб. В ожидании подхода дивизии, два штабиста генерала Иоанну, Наполеон Зервас и Леонидас Спаис возглавили каждый по 20 всадников и совершили почти одновременные лихие кавалерийские атаки и ликвидировали турецкие пулемётно-артиллерийское подразделения, обстреливавшие выдвинутый на передовую штаб дивизии:71.
Дивизия получив информацию что штаб в опасности ускорила свой марш. Но продвижение пехоты было медленным и майор артиллерии Маркос Дракос, нарушая все предписания, во главе конной артиллерийской батареи, ринулся в кольцо окружения. Не распрягая коней, батарея открыла огонь. Турки обратились в бегство, преследуемые греческой кавалерией. Дивизия вступила в Кырк Агач.

## Межвоенный период
В межвоенный период Маркос Дракос совершил головокружительную карьеру.
В период 1932—1934 и в звании генерал-лейтенанта он возглавил Высшую Школу Войны для офицеров действующей армии.
Накануне греко-итальянской войны был Генеральным инспектором армии, а затем принял командную должность в Восточной Македонии.

## Греко-итальянская война
Греческая армия отразила итальянское вторжение и перенесла военные действия на территорию Албании. В феврале 1941 года генерал Дракос возглавил штаб армии Эпира.
В начале марта 1941 года началась переброска в Грецию из Ближнего Востока 2 пехотных британских дивизий и одной танковой бригады, которые заняли далёкую от фронта линию обороны в Западной Македонии и севернее Олимпа. Генералы М. Дракос, Д. Пападопулос и Георгиос Космас, считая что это был лишь шаг геополитики, открыто выразили своё возражение о целесообразности пребывания на греческой территории и в ожидании немецкого вторжения столь слабых британских сил. Они сочли, что эти маленькие силы могут стать лишь поводом и оправданием для немецкого вторжения. Генералы считали, что греческие войска должны были оставлены самими отразить немецкое вторжение и «пасть на поле боя и чести» перед колоссальным в числах и средствах врагом, но лишить его «любого» якобы дипломатического или военного оправдания. В любом случае, маленький британский корпус, лишённый достаточной воздушной поддержки, не мог оказать существенной помощи греческой армии. После заявления трёх генералов, генеральный штаб счёл, что их взгляды не соответствуют взглядам штаба и отправил их в отставку 7 марта 1941 года, за месяц до немецкого вторжения.

## Послевоенные годы
В последовавшей тройной, германо-итало-болгарской, оккупации Греции, генерал Дракос не отмечен своим участием в Движении Сопротивления.
После освобождения страны (октябрь 1944). В 1945 году он возглавил Верховный военный совет.
16 апреля 1945 года он стал заместителем военного министра в правительстве адмирала Петроса Вулгариса. В действительность это был пост министра, поскольку во всех послевоенных правительствах пост военного министра номинально оставался за премьер-министром:904.
Он оставил министерский пост 11 августа того же года.
Генерал Дракос умер в Афинах в 1975 году.